# Achtung Baby!
Achtung Baby! — некоммерческий информационно-музыкальный проект Игоря Ваганова.

## История
Проект Игоря Ваганова «ACHTUNG BABY!» был создан в Ростове-на-Дону в конце 1980-х годов. Цель проекта — пропаганда и информационная поддержка культурных явлений и образований, выходящих за рамки общепринятого, т.е. того, что принято называть «новым авангардом».

## Achtung Baby releases
- 2006 — Stahlwerk9: «1905».
- 2002 — NOVY SVET: «The Flies in dream and in reality».
- 2002 — STAHLWERK 9: «Oradour».
- 2002 — EUROPAPLAN: «Armes De Vengeans/Vergeltungswaffe».
- 1998 — «Ten Years of Madness (behind the Iron Curtain)».